# Dana Vollmer
Dana Whitney Vollmer (Syracuse (New York), 13 november 1987) is een Amerikaanse zwemster. Ze vertegenwoordigde haar vaderland op de Olympische Zomerspelen 2004 in Athene, op  de Olympische Zomerspelen 2012 in Londen en op de Olympische Zomerspelen 2016 in Rio de Janeiro.

## Carrière
Bij haar internationale debuut, op de Olympische Zomerspelen van 2004 in Athene, eindigde Vollmer als zesde op de 200 meter vrije slag. Op de 4x200 meter vrije slag veroverde ze samen met Natalie Coughlin, Carly Piper en Kaitlin Sandeno de gouden medaille. Op de wereldkampioenschappen kortebaanzwemmen 2004 in Indianapolis sleepte de Amerikaanse de bronzen medaille in de wacht op de 200 meter vrije slag, samen met Rachel Komisarz, Lindsay Benko en Kaitlin Sandeno veroverde ze de wereldtitel op de 4x200 meter vrije slag. Op de 4x100 meter vrije slag zwom ze samen met Amanda Weir, Maritza Correia en Lindsay Benko in de series, in de finale legden Weir en Benko samen met Kara Lynn Joyce en Jenny Thompson beslag op de wereldtitel, voor haar inspanningen in de series werd Vollmer beloond met de gouden medaille.
Tijdens de Pan Pacific kampioenschappen zwemmen 2006 eindigde de Amerikaanse als vijfde op de 200 meter vrije slag, op de 50 en 100 meter vrije slag en de 100 meter vlinderslag strandde ze in series. Op de 4x200 meter vrije slag sleepte ze samen met Natalie Coughlin, Lacey Nymeyer en Katie Hoff de gouden medaille in de wacht.
Op de wereldkampioenschappen zwemmen 2007 in Melbourne eindigde Vollmer als zesde op de 200 meter vrije slag. Op de 4x200 meter vrije slag veroverde ze samen met Natalie Coughlin, Lacey Nymeyer en Katie Hoff de wereldtitel. Op de 4x100 meter vrije slag zwom Lacey Nymeyer, Amanda Weir en Kara Lynn Joyce, in de finale werd ze vervangen door Natalie Coughlin die samen met Nymeyer, Weir en Joyce de zilveren medaille in de wacht sleepte. Op de 4x100 meter wisselslag vormde ze in de series een team met Leila Vaziri, Jessica Hardy en Amanda Weir, in de finale werd het kwartet vervangen door Natalie Coughlin, Tara Kirk, Rachel Komisarz en Lacey Nymeyer. Deze vier legden beslag op het zilver, voor haar inspanningen in de series van de 4x100 meter vrij en de 4x100 meter wissel ontving de Amerikaanse twee zilveren medailles.
Tijdens de Amerikaanse Olympische trials in Omaha, Nebraska wist Vollmer zich niet te kwalificeren voor de Olympische Zomerspelen 2008 in Peking.

### 2009-2012
Tijdens de Amerikaanse kampioenschappen zwemmen 2009 plaatste Vollmer zich, op de 200 meter vrije slag en de 100 meter vlinderslag, voor de Wereldkampioenschappen zwemmen 2009 in Rome. In Rome veroverde de Amerikaanse de bronzen medaille op de 200 meter vrije slag, op zowel de 100 meter vrije slag als de 100 meter vlinderslag eindigde ze als vijfde. Samen met Lacey Nymeyer, Ariana Kukors en Allison Schmitt sleepte ze de zilveren medaille in de wacht op de 4x200 meter vrije slag, op de 4x100 meter vrije slag eindigde ze samen met Amanda Weir, Dara Torres en Christine Magnuson op de vierde plaats.
Op de Pan Pacific kampioenschappen zwemmen 2010 in Irvine legde de Amerikaanse beslag op de gouden medaille op de 100 meter vlinderslag en op de zilveren medaille op de 100 meter vrije slag, daarnaast eindigde ze als negende op de 200 meter vrije slag. Samen met Natalie Coughlin, Jessica Hardy en Amanda Weir veroverde ze de gouden medaille op de 4x100 meter vrije slag, op de 4x200 meter vrije slag sleepte ze samen met Morgan Scroggy, Katie Hoff en Allison Schmitt de gouden medaille in de wacht. Samen met Natalie Coughlin, Rebecca Soni en Jessica Hardy legde ze, op de 4x100 meter wisselslag, beslag op de gouden medaille. In Dubai nam Vollmer deel aan de wereldkampioenschappen kortebaanzwemmen 2010, op dit toernooi veroverde ze de bronzen medaille op de 100 meter vlinderslag. Daarnaast eindigde ze als zevende op de 100 meter vrije slag en als achtste op de 200 meter vrije slag, op de 50 meter vlinderslag strandde ze in de halve finales. Op de 4x100 meter vrije slag sleepte ze samen met Natalie Coughlin, Katie Hoff en Jessica Hardy de zilveren medaille in de wacht, samen met Natalie Coughlin, Rebecca Soni en Jessica Hardy legde ze, op de 4x100 meter wisselslag, beslag op de zilveren medaille. Op de 4x200 meter vrije slag eindigde ze samen met Katie Hoff, Dagny Knutson en Missy Franklin op de vierde plaats.
Tijdens de wereldkampioenschappen zwemmen 2011 in Shanghai veroverde de Amerikaanse de wereldtitel op de 100 meter vlinderslag, ze zwom de snelste tijd ooit in een badpak van textiel, en eindigde ze als zevende op zowel de 100 meter vrije slag als de 50 meter vlinderslag. Samen met Natalie Coughlin, Rebecca Soni en Missy Franklin sleepte ze de wereldtitel in de wacht op de 4x100 meter wisselslag, op de 4x100 meter vrije slag legde ze samen met Natalie Coughlin, Missy Franklin en Jessica Hardy beslag op de zilveren medaille.
Op de Olympische Zomerspelen 2012 in Londen veroverde Vollmer de gouden medaille op de 100 meter vlinderslag. In de finale zwom ze tevens een nieuw wereldrecord, waarbij ze met een tijd van 55,98 als eerste vrouw de grens van 56 seconden doorbrak. Samen met Missy Franklin, Shannon Vreeland en Allison Schmitt sleepte ze gouden medaille in de wacht op de 4x200 meter vrije slag, op de 4x100 meter wisselslag legde ze samen met Missy Franklin, Rebecca Soni en Allison Schmitt beslag op de gouden medaille.

### 2013-heden
Tijdens de wereldkampioenschappen zwemmen 2013 in Barcelona veroverde Vollmer de bronzen medaille op de 100 meter vlinderslag, op de 50 meter vlinderslag eindigde ze op de achtste plaats. Samen met Missy Franklin, Jessica Hardy en Megan Romano won ze de finale van de 4x100 meter wisselslag.
Op 6 maart 2015 werd Vollmer moeder van een zoon. In juli 2015 maakte ze haar comeback in een officiële wedstrijd.
Op de 2016 US Olympic Trials in Omaha (Nebraska) kwalificeerde de Amerikaanse zich, op de 100 meter vlinderslag, voor de Olympische Zomerspelen 2016 in Rio de Janeiro. In Brazilië veroverde Vollmer de bronzen medaille op de 100 meter vlinderslag. Op de 4x100 meter wisselslag legde ze samen met Kathleen Baker, Lilly King en Simone Manuel beslag op de gouden medaille. Samen met Simone Manuel, Abbey Weitzeil en Katie Ledecky sleepte ze de zilveren medaille in de wacht op de 4x100 meter vrije slag.

## Internationale toernooien
| Jaar | Olympische Spelen                                        | WK langebaan | WK kortebaan | Pan Pacs |
| ---- | -------------------------------------------------------- | --- | --- | --- |
| 2004 | 6e 200m vrije slag · 4x200m vrije slag                   | | 200m vrije slag · 4x100m vrije slag · Vollmer zwom enkel in de series · 4x200m vrije slag                                                      | |
| 2005 |                                                          | geen deelname | | |
| 2006 |                                                          | | geen deelname | serie 50m vrije slag · serie 100m vrije slag · 5e 200m vrije slag · serie 100m vlinderslag · 4x200m vrije slag                             |
| 2007 |                                                          | 6e 200m vrije slag · 4x100m vrije slag · Vollmer zwom enkel in de series · 4x200m vrije slag · 4x100m wisselslag · Vollmer zwom enkel in de series | | |
| 2008 | geen deelname                                            | | geen deelname | |
| 2009 |                                                          | 5e 100m vrije slag · 200m vrije slag · 5e 100m vlinderslag · 4e 4x100m vrije slag · 4x200m vrije slag                                              | | |
| 2010 |                                                          | | 7e 100m vrije slag · 8e 200m vrije slag · 9e 50m vlinderslag · 100m vlinderslag · 4x100m vrije slag · 4e 4x200m vrije slag · 4x100m wisselslag | serie 50m vrije slag · 100m vrije slag · 9e 200m vrije slag · 100m vlinderslag · 4x100m vrije slag · 4x200m vrije slag · 4x100m wisselslag |
| 2011 |                                                          | 7e 100m vrije slag · 7e 50m vlinderslag · 100m vlinderslag · 4x100m vrije slag · 4x100m wisselslag                                                 | | |
| 2012 | 100m vlinderslag · 4x200m vrije slag · 4x100m wisselslag | | geen deelname | |
| 2013 |                                                          | 8e 50m vlinderslag · 100m vlinderslag · 4x100m wisselslag                                                                                          | | |
| 2014 |                                                          | | geen deelname | geen deelname |
| 2015 |                                                          | geen deelname | | |
| 2016 | 100m vlinderslag · 4x100m vrije slag · 4x100m wisselslag | | 6-11 december | |

## Persoonlijke records
Bijgewerkt tot en met 15 april 2016
Kortebaan
| Afstand          | Tijd    | Datum            | Plaats     |
| ---------------- | ------- | ---------------- | ---------- |
| 50m vrije slag   | 25,52   | 28 november 2003 | Melbourne  |
| 100m vrije slag  | 52,16   | 18 december 2009 | Manchester |
| 200m vrije slag  | 1.53,67 | 30 oktober 2010  | Berlijn    |
| 100m vlinderslag | 55,59   | 30 oktober 2010  | Berlijn    |
| 200m vlinderslag | 2.05,34 | 19 december 2009 | Manchester |

Langebaan
| Afstand          | Tijd    | Datum         | Plaats       |
| ---------------- | ------- | ------------- | ------------ |
| 50m vrije slag   | 24,69   | 15 april 2016 | Mesa         |
| 100m vrije slag  | 53,30   | 31 juli 2009  | Rome         |
| 200m vrije slag  | 1.55,29 | 30 juli 2009  | Rome         |
| 050m vlinderslag | 25,80   | 12 mei 2012   | Charlotte    |
| 100m vlinderslag | 55,98   | 29 juli 2012  | Londen       |
| 200m vlinderslag | 2.09,82 | 31 juli 2007  | Indianapolis |